# Pupalia
Pupalia is een geslacht uit de amarantenfamilie (Amaranthaceae). De soorten komen voor in tropisch en zuidelijk Afrika, op Madagaskar, op het zuidelijke deel van het Arabisch Schiereiland, op het Indisch subcontinent, op Sri Lanka, in het zuidelijke deel van het Maleisisch Schiereiland, op de Filipijnen en op Nieuw-Guinea.

## Soorten
- Pupalia grandiflora Peter
- Pupalia lappacea (L.) Juss.
- Pupalia micrantha Hauman
- Pupalia robecchii Lopr.

... · 
Achyranthes · 
Aerva ·
Alternanthera ·
Amaranthus (Amarant) · 
Atriplex (Melde) · 
Axyris · 
Bassia (Zoutkruid) · 
Beta (Biet) · 
Blitum (Spiesganzenvoet) · 
Celosia · 
Chenopodium (Ganzenvoet) · 
Corispermum (Vlieszaad) · 
Dysphania · 
Halimione (Zoutmelde) · 
Halocnemum · 
Halothamnus · 
Haloxylon · 
Kochia · 
Krascheninnikovia · 
Polycnemum (Knarkruid) · 
Patellifolia · 
Ptilotus · 
Pupalia ·
Salicornia (Zeekraal) · 
Salsola (Loogkruid) · 
Spinacia · 
Suaeda · 
Traganum · 
...